# Флауэрс, Рон
Ро́нальд Фла́уэрс (англ. Ronald Flowers; 28 июля 1934, Донкастер, Йоркшир и Хамбер — 12 ноября 2021), более известный как Рон Фла́уэрс (англ. Ron Flowers) — английский футболист, тренер. Выступал на позиции левого полузащитника.
Флауэрс практически всю свою карьеру футболиста играл за английский клуб «Вулверхэмптон Уондерерс». В составе «волков» Рон трижды становился чемпионом Англии.
С 1955 по 1966 год Флауэрс защищал цвета национальной сборной Англии. Участник двух чемпионатов мира — 1962 и 1966. На последнем мировом форуме, который проходил на родине Рона — Англии, сборная «трёх львов» добилась своей единственной победы в мировых первенствах на сегодняшний день. Всего за национальную английскую команду Рон сыграл 49 матчей, забил десять мячей.

## Клубная карьера
Рон получил спортивное образование в Академии клуба «Донкастер Роверс», за который выступал и его отец. По настоянию Флауэрса-старшего Рональд, во время обучения футболу в рядах «викингов», получил и обычную профессию, выучившись на контролёра на железной дороге. В 1950 году Рон присоединился к команде «Уот Уондерерс», которая являлась фарм-клубом для представителя высшего английского дивизиона, «Вулверхэмптон Уондерерс». За «странников» Флауэрс отыграл два года, после чего был замечен главным тренером «волков», Стэном Каллисом, предложившим молодому игроку подписать с клубом из графства Уэст-Мидлендс профессиональный контракт. Эта перспектива устроила Рона, и в 1952 году он заключил с «Уондерерс» соглашение о сотрудничестве. Первый гол за «Вулверхэмптон» Флауэрс забил 20 сентября того же года, когда в матче чемпионата Англии поразил ворота клуба «Блэкпул». В начале 1953 года футболиста призвали в армию — Флауэрс проходил годичную обязательную службу в рядах Королевских военно-воздушных силы Великобритании.
После возвращения из армии Рон ещё 13 лет защищал цвета «Вулверхэмптона», выиграв за это время три титула чемпиона Англии и один раз став обладателем национального Кубка страны. Всего за «волков» Флауэрс провёл 515 официальных матчей в различных турнирах, забил 37 голов.
В сентябре 1967 года Рон покинул «Уондерерс», присоединившись к клубу «Нортгемптон Таун», где годом позже стал играющим тренером. В 1971 году Флауэрс занял аналогичную позицию в команде «Веллингтон Таун» (позже расформирована, её прямым последователем считается «Телфорд Юнайтед»). Пробыв на этой позиции около года Флауэрс объявил о завершении свой футбольной карьеры.

## Сборная Англии
Дебют Рона в национальной сборной Англии состоялся 15 мая 1955 года в товарищеском поединке против Франции, в котором британцы проиграли со счётом 0:1. С ноября 1958 года Флауэрс принял участие в 40 подряд официальных матчах команды «трёх львов». В 1962 году Рон в составе английской сборной поехал на чемпионат мира, проходивший в Чили. На «мундиале» британцы дошли до четвертьфинала, где уступили будущим победителям турнира — бразильцам. Сам Флауэрс провёл все четыре игры свой команды на чемпионате, забив с пенальти два мяча — в ворота Венгрии и Аргентины. На следующем мировом первенстве, где англичане стали победителями турнира, Рон также был в составе сборной, однако не сыграл ни одной игры. 29 июня 1966 года, приняв участие в товарищеском матче с Норвегией, Флауэрс провёл свой последний поединок за команду «трёх львов».
Всего за сборную Англии Рон сыграл 49 матчей, забил десять мячей.
1 апреля 2009 года перед поединком «трёх львов» с Украиной Флауэрс вместе со знаменитым нападающим национальной команды Аланом Ширером был назван лучшим пенальтистом за всю историю британской сборной — оба футболиста реализовали по пять одиннадцатиметровых ударов, показав стопроцентный показатель в этом компоненте.
В связи с тем, что на чемпионате мира 1966 года золотыми медалями победителей турнира были награждены лишь игроки, принимавшие участие в финальном поединке против ФРГ, Рон, наряду с ещё одиннадцатью членами запаса британцев на этот матч, остался без наград «мундиаля». Данное правило действовало до мирового первенства 1978, где впервые медали были вручены всему составу призёров. В 2009 году ФИФА решила устранить данную несправедливость и изготовила дополнительные награды для вручения. Медали запасному составу англичан образца 1966 года были переданы 10 июня 2009 года на официальной церемонии, проведённой в резиденции премьер-министра Великобритании на Даунинг-стрит в Лондоне.

### Матчи за сборную Англии
| №  | Дата             | Место                                         | Оппонент          | Счёт | Голы Флауэрса | Соревнование                                                    |
| 1  | 15 мая 1955      | «Коломб», Париж, Франция                      | Франция           | 0:1  | —             | Товарищеский матч                                               |
| 2  | 26 ноября 1958   | «Вилла Парк», Бирмингем, Англия               | Уэльс             | 2:1  | —             | Домашний чемпионат Великобритании                               |
| 3  | 11 апреля 1959   | «Уэмбли», Лондон, Англия                      | Шотландия         | 1:0  | —             | Домашний чемпионат Великобритании                               |
| 4  | 6 мая 1959       | «Уэмбли», Лондон, Англия                      | Италия            | 2:2  | —             | Товарищеский матч                                               |
| 5  | 13 мая 1959      | «Маракана», Рио-де-Жанейро, Бразилия          | Бразилия          | 0:2  | —             | Товарищеский матч                                               |
| 6  | 17 мая 1959      | Национальный стадион, Лима, Перу              | Перу              | 1:4  | —             | Товарищеский матч                                               |
| 7  | 24 мая 1959      | Олимпийский стадион, Мехико, Мексика          | Мексика           | 1:2  | —             | Товарищеский матч                                               |
| 8  | 28 мая 1959      | «Ригли Филд», Лос-Анджелес, США               | США               | 8:1  | 2             | Товарищеский матч                                               |
| 9  | 17 октября 1959  | «Ниниан Парк», Кардифф, Уэльс                 | Уэльс             | 1:1  | —             | Домашний чемпионат Великобритании                               |
| 10 | 28 октября 1959  | «Уэмбли», Лондон, Англия                      | Швеция            | 2:3  | —             | Товарищеский матч                                               |
| 11 | 18 ноября 1959   | «Уэмбли», Лондон, Англия                      | Северная Ирландия | 2:1  | —             | Домашний чемпионат Великобритании                               |
| 12 | 19 апреля 1960   | «Хэмпден Парк», Глазго, Шотландия             | Шотландия         | 1:1  | —             | Домашний чемпионат Великобритании                               |
| 13 | 11 мая 1960      | «Уэмбли», Лондон, Англия                      | Югославия         | 3:3  | —             | Товарищеский матч                                               |
| 14 | 15 мая 1960      | «Сантьяго Бернабеу», Мадрид, Испания          | Испания           | 0:3  | —             | Товарищеский матч                                               |
| 15 | 22 мая 1960      | «Непштадион», Будапешт, Венгрия               | Венгрия           | 0:2  | —             | Товарищеский матч                                               |
| 16 | 8 октября 1960   | «Уиндзор Парк», Белфаст, Северная Ирландия    | Северная Ирландия | 5:2  | —             | Домашний чемпионат Великобритании                               |
| 17 | 19 октября 1960  | Муниципальный стадион, Люксембург, Люксембург | Люксембург        | 9:0  | —             | Отборочный матч чемпионата мира по футболу 1962                 |
| 18 | 26 октября 1960  | «Уэмбли», Лондон, Англия                      | Испания           | 4:2  | —             | Товарищеский матч                                               |
| 19 | 23 ноября 1960   | «Уэмбли», Лондон, Англия                      | Уэльс             | 5:1  | —             | Домашний чемпионат Великобритании                               |
| 20 | 15 апреля 1961   | «Уэмбли», Лондон, Англия                      | Шотландия         | 9:3  | —             | Домашний чемпионат Великобритании                               |
| 21 | 10 мая 1961      | «Уэмбли», Лондон, Англия                      | Мексика           | 8:0  | 1             | Товарищеский матч                                               |
| 22 | 21 мая 1961      | Национальный стадион, Лиссабон, Португалия    | Португалия        | 1:1  | 1             | Отборочный матч чемпионата мира по футболу 1962                 |
| 23 | 24 мая 1961      | Олимпийский стадион, Рим, Италия              | Италия            | 3:2  | —             | Товарищеский матч                                               |
| 24 | 27 мая 1961      | «Эрнст Хаппель», Вена, Австрия                | Австрия           | 1:3  | —             | Товарищеский матч                                               |
| 25 | 28 сентября 1961 | «Хайбери», Лондон, Англия                     | Люксембург        | 4:1  | —             | Отборочный матч чемпионата мира по футболу 1962                 |
| 26 | 14 октября 1961  | «Ниниан Парк», Кардифф, Уэльс                 | Уэльс             | 1:1  | —             | Домашний чемпионат Великобритании                               |
| 27 | 25 октября 1961  | «Уэмбли», Лондон, Англия                      | Португалия        | 2:0  | —             | Отборочный матч чемпионата мира по футболу 1962                 |
| 28 | 22 ноября 1961   | «Уэмбли», Лондон, Англия                      | Северная Ирландия | 1:1  | —             | Домашний чемпионат Великобритании                               |
| 29 | 4 апреля 1962    | «Уэмбли», Лондон, Англия                      | Австрия           | 3:1  | 1             | Товарищеский матч                                               |
| 30 | 14 апреля 1962   | «Хэмпден Парк», Глазго, Шотландия             | Шотландия         | 0:2  | —             | Домашний чемпионат Великобритании                               |
| 31 | 9 мая 1962       | «Уэмбли», Лондон, Англия                      | Швейцария         | 3:1  | 1             | Товарищеский матч                                               |
| 32 | 20 мая 1962      | Национальный стадион, Лима, Перу              | Перу              | 4:0  | 1             | Товарищеский матч                                               |
| 33 | 31 мая 1962      | «Браден Купер», Ранкагуа, Чили                | Венгрия           | 1:2  | 1             | Чемпионат мира по футболу 1962 (финальные игры, групповой этап) |
| 34 | 2 июня 1962      | «Браден Купер», Ранкагуа, Чили                | Аргентина         | 3:1  | 1             | Чемпионат мира по футболу 1962 (финальные игры, групповой этап) |
| 35 | 7 июня 1962      | «Браден Купер», Ранкагуа, Чили                | Болгария          | 0:0  | —             | Чемпионат мира по футболу 1962 (финальные игры, групповой этап) |
| 36 | 10 июня 1962     | «Саусалито», Винья-дель-Мар, Чили             | Бразилия          | 1:3  | —             | Чемпионат мира по футболу 1962 (финальные игры, 1/4 финала)     |
| 37 | 3 октября 1962   | «Хиллсборо», Шеффилд, Англия                  | Франция           | 1:1  | 1             | Отборочный матч чемпионата Европы по футболу 1964               |
| 38 | 20 октября 1962  | «Уиндзор Парк», Белфаст, Северная Ирландия    | Северная Ирландия | 3:1  | —             | Домашний чемпионат Великобритании                               |
| 39 | 21 ноября 1962   | «Уэмбли», Лондон, Англия                      | Уэльс             | 4:0  | —             | Домашний чемпионат Великобритании                               |
| 40 | 27 февраля 1963  | «Парк де Пренс», Париж, Франция               | Франция           | 2:5  | —             | Отборочный матч чемпионата Европы по футболу 1964               |
| 41 | 6 апреля 1963    | «Уэмбли», Лондон, Англия                      | Шотландия         | 1:2  | —             | Домашний чемпионат Великобритании                               |
| 42 | 5 июня 1963      | «Санкт-Якоб Парк», Базель, Швейцария          | Швейцария         | 8:1  | —             | Товарищеский матч                                               |
| 43 | 24 мая 1964      | «Дейлимаунт Парк», Дублин, Ирландия           | Ирландия          | 3:1  | —             | Товарищеский матч                                               |
| 44 | 27 мая 1964      | «Даунинг», Нью-Йорк, США                      | США               | 10:0 | —             | Товарищеский матч                                               |
| 45 | 4 июня 1964      | «Пакаембу», Сан-Паулу, Бразилия               | Португалия        | 1:1  | —             | Товарищеский матч                                               |
| 46 | 18 ноября 1964   | «Уэмбли», Лондон, Англия                      | Уэльс             | 2:1  | —             | Домашний чемпионат Великобритании                               |
| 47 | 9 декабря 1964   | Олимпийский стадион, Амстердам, Нидерланды    | Нидерланды        | 1:1  | —             | Товарищеский матч                                               |
| 48 | 12 мая 1965      | «Франкенштадион», Нюрнберг, ФРГ               | ФРГ               | 1:0  | —             | Товарищеский матч                                               |
| 49 | 29 июня 1965     | «Уллевол», Осло, Норвегия                     | Норвегия          | 6:1  | —             | Товарищеский матч                                               |

Итого: 49 матчей / 10 голов; 25 побед, 11 ничьих, 13 поражений.

### Сводная статистика игр/голов за сборную
| Сборная          | Год              | Отборочные матчи ЧМ | Отборочные матчи ЧМ | Финальные матчи ЧМ | Финальные матчи ЧМ | Отборочные матчи ЧЕ | Отборочные матчи ЧЕ | Финальные матчи ЧЕ | Финальные матчи ЧЕ | Товарищеские матчи | Товарищеские матчи | Домашний чемпионат Великобритании | Домашний чемпионат Великобритании | Итого | Итого |
| Сборная          | Год              | Игры                | Голы                | Игры               | Голы               | Игры                | Голы                | Игры               | Голы               | Игры               | Голы               | Игры                              | Голы                              | Игры  | Голы  |
| ---------------- | ---------------- | ------------------- | ------------------- | ------------------ | ------------------ | ------------------- | ------------------- | ------------------ | ------------------ | ------------------ | ------------------ | --------------------------------- | --------------------------------- | ----- | ----- |
| Англия           | 1955             | —                   | —                   | —                  | —                  | —                   | —                   | —                  | —                  | 1                  | 0                  | —                                 | —                                 | 1     | 0     |
| Англия           | 1958             | —                   | —                   | —                  | —                  | —                   | —                   | —                  | —                  | —                  | —                  | 1                                 | 0                                 | 1     | 0     |
| Англия           | 1959             | —                   | —                   | —                  | —                  | —                   | —                   | —                  | —                  | 6                  | 2                  | 3                                 | 0                                 | 9     | 2     |
| Англия           | 1960             | 1                   | 0                   | —                  | —                  | —                   | —                   | —                  | —                  | 4                  | 0                  | 3                                 | 0                                 | 8     | 0     |
| Англия           | 1961             | 3                   | 1                   | —                  | —                  | —                   | —                   | —                  | —                  | 3                  | 1                  | 3                                 | 0                                 | 9     | 2     |
| Англия           | 1962             | —                   | —                   | 4                  | 2                  | 1                   | 1                   | —                  | —                  | 3                  | 3                  | 3                                 | 0                                 | 11    | 6     |
| Англия           | 1963             | —                   | —                   | —                  | —                  | 1                   | 0                   | —                  | —                  | 1                  | 0                  | 1                                 | 0                                 | 3     | 0     |
| Англия           | 1964             | —                   | —                   | —                  | —                  | —                   | —                   | —                  | —                  | 4                  | 0                  | 1                                 | 0                                 | 5     | 0     |
| Англия           | 1965             | —                   | —                   | —                  | —                  | —                   | —                   | —                  | —                  | 2                  | 0                  | —                                 | —                                 | 2     | 0     |
| Всего за карьеру | Всего за карьеру | 4                   | 1                   | 4                  | 2                  | 2                   | 1                   | 0                  | 0                  | 24                 | 6                  | 15                                | 0                                 | 49    | 10    |

## Достижения
«Вулверхэмптон Уондерерс»
- Чемпион Англии (3): 1953/54, 1957/58, 1958/59
- Обладатель Кубка Англии: 1959/60
- Обладатель Суперкубка Англии (3): 1954/55 (разделённая победа с «Вест Бромвич Альбион»), 1959/60, 1960/61 (разделённая победа с «Бернли»)
- Финалист Суперкубка Англии: 1958/59

Сборная Англии
- Чемпион мира: 1966
- Победитель Домашнего чемпионата Великобритании (2): 1961, 1965

## Личная жизнь
После окончания карьеры футболиста и тренера Рон поселился в Вулвергемптоне, где открыл фабрику, а затем и магазин спортивных товаров. Его компания «Ron Flowers Sports» до сих пор является самой успешной фирмой в своём сегменте рынка во всём графстве Уэст-Мидлендс.